# بيسبي
بيسبي (بالإنجليزية: Bisbee, Arizona)‏ هي مدينة تقع في مقاطعة كوتشايز، أريزونا بولاية أريزونا في الولايات المتحدة. تأسست عام 740، تبلغ مساحتها 13.4 (كم²)، وترتفع عن سطح البحر 1688 م، بلغ عدد سكانها 5575 نسمة في عام 2010 حسب إحصاء مكتب تعداد الولايات المتحدة وتصل الكثافة السكانية فيها 417.1 نسمة/كم2.

## التركيبة السكانية
حدّد مكتب تعداد الولايات المتحدة بيانات التركيبة السكانية لبيسبي في تعداد الولايات المتحدة. في ما يلي، التركيبة السكانية حسب تعدادي 2000 و2010.

### تعداد عام 2000
بلغ عدد سكان بيسبي 6,090 نسمة بحسب تعداد عام 2000، وبلغ عدد الأسر 2,810 أسرة وعدد العائلات 1,502 عائلة مقيمة في المدينة. في حين سجلت الكثافة السكانية 454.1 نسمة لكل كيلومتر مربع (1,176.1/ميل2). وبلغ عدد الوحدات السكنية 3,316 وحدة بمتوسط كثافة قدره 247.3 لكل كيلومتر مربع (640.5/ميل2).
وتوزع التركيب العرقي للمدينة بنسبة 84.12% من البيض و0.46% من الأمريكيين الأفارقة و1.22% من الأمريكيين الأصليين و0.49% من الأمريكيين ذوي الأصول الآسيوية و0.07% من سكان جزر المحيط الهادئ و11.07% من الأعراق الأخرى و2.58% من عرقين مختلطين أو أكثر و34.38% من الهسبانيون أو اللاتينيون من أي عرق.
بلغ عدد الأسر 2,810 أسرة كانت نسبة 25.1% منها لديها أطفال تحت سن الثامنة عشر تعيش معهم، وبلغت نسبة الأزواج القاطنين مع بعضهم البعض 36.8% من أصل المجموع الكلي للأسر، ونسبة 12.8% من الأسر كان لديها معيلات من الإناث دون وجود شريك، بينما كانت نسبة 3.8% من الأسر لديها معيلون من الذكور دون وجود شريكة وكانت نسبة 46.5% من غير العائلات. تألفت نسبة 39.1% من أصل جميع الأسر من عدة أفراد يعيشون في نفس المنزل ونسبة 14.6% كانت تتألف من شخص يعيش بمفرده يبلغ من العمر 65 عاماً أو أكثر. وبلغ متوسط حجم الأسرة المعيشية 2.15، أما متوسط حجم العائلات فبلغ 2.90.
بلغ العمر الوسطي للسكان 43.2 عاماً. وكانت نسبة 21.6% من القاطنين تحت سن الثامنة عشر، وكانت نسبة 6.8% بين الثامنة عشر والرابعة والعشرين عاماً، ونسبة 24% كانت واقعةً في الفئة العمرية ما بين الخامسة والعشرين والرابعة والأربعين عاماً، ونسبة 27.7% كانت ما بين الخامسة والأربعين والرابعة والستين، ونسبة 18.9% كانت ضمن فئة الخامسة والستين عاماً فما فوق. يوجد لكل 100 أنثى 90.8 ذكر، ويوجد لكل 100 أنثى في الثامنة عشر من عمرها فما فوق 85.3 ذكر.
بلغ متوسط دخل الأسرة في المدينة 27,942 دولارًا، أما متوسط دخل العائلة فبلغ 36,685 دولارًا. وكان متوسط دخل الذكور 29,573 دولارًا مقابل 23,269 دولارًا للإناث. وسجل دخل الفرد الخاص بالمدينة 17,129 دولارًا. وكانت نسبة 12.9% من العائلات ونسبة 17.5% من السكان تحت خط الفقر، وكان من هؤلاء نسبة 24% تحت سن الثامنة عشر ونسبة 9% في الخامسة والستين من العمر وما فوق.

### تعداد عام 2010
بلغ عدد سكان بيسبي 5,575 نسمة بحسب تعداد عام 2010، وبلغ عدد الأسر 2,620 أسرة وعدد العائلات 1,247 عائلة مقيمة في المدينة. في حين سجلت الكثافة السكانية 415.7 نسمة لكل كيلومتر مربع (1,076.7/ميل2). وبلغ عدد الوحدات السكنية 3,284 وحدة بمتوسط كثافة قدره 244.9 لكل كيلومتر مربع (634.3/ميل2).
وتوزع التركيب العرقي للمدينة بنسبة 84.23% من البيض و1.43% من الأمريكيين الأفارقة و1.45% من الأمريكيين الأصليين و0.47% من الأمريكيين ذوي الأصول الآسيوية و0.14% من سكان جزر المحيط الهادئ و8.59% من الأعراق الأخرى و3.68% من عرقين مختلطين أو أكثر و36.22% من الهسبانيون أو اللاتينيون من أي عرق.
بلغ عدد الأسر 2,620 أسرة كانت نسبة 20.7% منها لديها أطفال تحت سن الثامنة عشر تعيش معهم، وبلغت نسبة الأزواج القاطنين مع بعضهم البعض 31.6% من أصل المجموع الكلي للأسر، ونسبة 11.4% من الأسر كان لديها معيلات من الإناث دون وجود شريك، بينما كانت نسبة 4.6% من الأسر لديها معيلون من الذكور دون وجود شريكة وكانت نسبة 52.4% من غير العائلات. تألفت نسبة 44.3% من أصل جميع الأسر من عدة أفراد يعيشون في نفس المنزل ونسبة 17.1% كانت تتألف من شخص يعيش بمفرده يبلغ من العمر 65 عاماً أو أكثر. وبلغ متوسط حجم الأسرة المعيشية 2.04، أما متوسط حجم العائلات فبلغ 2.87.
بلغ العمر الوسطي للسكان 48.8 عاماً. وكانت نسبة 17.4% من القاطنين تحت سن الثامنة عشر، وكانت نسبة 7.5% بين الثامنة عشر والرابعة والعشرين عاماً، ونسبة 19.8% كانت واقعةً في الفئة العمرية ما بين الخامسة والعشرين والرابعة والأربعين عاماً، ونسبة 34.6% كانت ما بين الخامسة والأربعين والرابعة والستين، ونسبة 20.7% كانت ضمن فئة الخامسة والستين عاماً فما فوق. وتوزع التركيب الجنسي للسكان بنسبة 49.7% ذكور و50.3% إناث.

## المناخ
يظهر الجدول التالي التغييرات المناخية على مدار السنة لبيسبي:
| البيانات المناخية لـبيسبي               | البيانات المناخية لـبيسبي | البيانات المناخية لـبيسبي | البيانات المناخية لـبيسبي | البيانات المناخية لـبيسبي | البيانات المناخية لـبيسبي | البيانات المناخية لـبيسبي | البيانات المناخية لـبيسبي | البيانات المناخية لـبيسبي | البيانات المناخية لـبيسبي | البيانات المناخية لـبيسبي | البيانات المناخية لـبيسبي | البيانات المناخية لـبيسبي | البيانات المناخية لـبيسبي |
| الشهر                                   | يناير                     | فبراير                    | مارس                      | أبريل                     | مايو                      | يونيو                     | يوليو                     | أغسطس                     | سبتمبر                    | أكتوبر                    | نوفمبر                    | ديسمبر                    | المعدل السنوي             |
| --------------------------------------- | ------------------------- | ------------------------- | ------------------------- | ------------------------- | ------------------------- | ------------------------- | ------------------------- | ------------------------- | ------------------------- | ------------------------- | ------------------------- | ------------------------- | ------------------------- |
| الدرجة القصوى °ف (°م)                   | 85 (29)                   | 85 (29)                   | 88 (31)                   | 95 (35)                   | 101 (38)                  | 106 (41)                  | 104 (40)                  | 101 (38)                  | 100 (38)                  | 98 (37)                   | 90 (32)                   | 78 (26)                   | 106 (41)                  |
| متوسط درجة الحرارة الكبرى °ف (°م)       | 57.3 (14.1)               | 60.4 (15.8)               | 65.7 (18.7)               | 73.6 (23.1)               | 81.2 (27.3)               | 89.9 (32.2)               | 88.8 (31.6)               | 86.0 (30.0)               | 84.2 (29.0)               | 76.1 (24.5)               | 65.8 (18.8)               | 58.1 (14.5)               | 73.9 (23.3)               |
| متوسط درجة الحرارة الصغرى °ف (°م)       | 34.3 (1.3)                | 36.1 (2.3)                | 40.3 (4.6)                | 46.2 (7.9)                | 53.3 (11.8)               | 62.2 (16.8)               | 64.3 (17.9)               | 62.5 (16.9)               | 59.1 (15.1)               | 50.2 (10.1)               | 40.8 (4.9)                | 35.5 (1.9)                | 48.7 (9.3)                |
| أدنى درجة حرارة °ف (°م)                 | 6 (−14)                   | 11 (−12)                  | 21 (−6)                   | 27 (−3)                   | 32 (0)                    | 38 (3)                    | 53 (12)                   | 47 (8)                    | 41 (5)                    | 28 (−2)                   | 16 (−9)                   | 13 (−11)                  | 6 (−14)                   |
| معدل هطول الأمطار إنش (مم)              | 1.18 (30)                 | 1.20 (30)                 | 1.01 (26)                 | 0.46 (12)                 | 0.22 (5.6)                | 0.70 (18)                 | 4.03 (102)                | 4.64 (118)                | 1.98 (50)                 | 1.05 (27)                 | 0.82 (21)                 | 1.34 (34)                 | 18.63 (473.6)             |
| متوسط تساقط الثلوج إنش (سم)             | 3.4 (8.6)                 | 2.2 (5.6)                 | 1.4 (3.6)                 | 0.3 (0.76)                | 0.0 (0.0)                 | 0.0 (0.0)                 | 0.0 (0.0)                 | 0.0 (0.0)                 | 0.0 (0.0)                 | 0.0 (0.0)                 | 0.5 (1.3)                 | 2.1 (5.3)                 | 9.9 (25.16)               |
| متوسط الأيام الممطرة (≥ 0.01 inch)      | 4                         | 4                         | 4                         | 2                         | 1                         | 3                         | 13                        | 13                        | 6                         | 4                         | 3                         | 4                         | 61                        |
| المصدر: Western Regional Climate Center |                           |                           |                           |                           |                           |                           |                           |                           |                           |                           |                           |                           |                           |

## أعلام
- جون إي. بيكرينغ
- بين تشيس
- لويد هيوز
- ميغيل منديز
- لويس ويليامز دوغلاس
- هاري س. ويلر

## وصلات خارجية
- www.cityofbisbee.com